# بيل هدسون (عازف قيثارة)
بيل هدسون (بالإنجليزية: Bill Hudson)‏ هو عازف قيثارة أمريكي وبرازيلي، ولد في 13 يناير 1983 في ساو باولو في البرازيل.

## روابط خارجية
- بيل هدسون على موقع ميوزك برينز (الإنجليزية)